# Área metropolitana de Guayama
El área metropolitana de Guayama,  y oficialmente como Área Estadística Metropolitana de Guayama, PR MSA  por la Oficina de Administración y Presupuesto, es un Área Estadística Metropolitana centrada en el municipio de Guayama en el Estado Libre Asociado de Puerto Rico. El área metropolitana tenía una población en el Censo de 2010 de 84.214 habitantes, convirtiéndola en la 7.º área metropolitana más poblada de Puerto Rico. El área Metropolitana de Guayama comprende de tres municipios, siendo Guayama el municipio más poblado.

## Composición del área Metropolitana
- Arroyo
- Guayama--Principal ciudad
- Patillas